# Chelsea FC in het seizoen 2014/15
Dit artikel beschrijft de prestaties van de Engelse voetbalclub Chelsea FC in het seizoen 2014–2015. Het was het 23ste opeenvolgende seizoen dat de club uit Londen uitkwam in de hoogste divisie van het Engelse profvoetbal, de Premier League.

## Selectie
| No.           | Naam                | Nationaliteit | Geboortedatum | Vorige club         |
| ------------- | ------------------- | ------------- | ------------- | ------------------- |
| Keepers       |                     |               |               |                     |
| 1             | Petr Čech           | Tsjechië      | 20-05-1982    | Stade Rennais       |
| 13            | Thibaut Courtois    | België        | 11-05-1992    | Atlético Madrid     |
| 46            | Jamal Blackman      | Engeland      | 27-10-1993    | Middlesbrough FC    |
| Verdedigers   |                     |               |               |                     |
| 2             | Branislav Ivanović  | Servië        | 22-02-1984    | Lokomotiv Moskou    |
| 3             | Filipe Luís         | Brazilië      | 09-08-1985    | Atlético Madrid     |
| 5             | Kurt Zouma          | Frankrijk     | 27-10-1994    | AS Saint-Étienne    |
| 6             | Nathan Aké          | Nederland     | 18-02-1995    | Feyenoord           |
| 24            | Gary Cahill         | Engeland      | 19-12-1985    | Bolton Wanderers    |
| 26            | John Terry          | Engeland      | 07-12-1980    | /                   |
| 28            | César Azpilicueta   | Spanje        | 28-08-1989    | Olympique Marseille |
| 31            | Andreas Christensen | Denemarken    | 10-04-1996    | /                   |
| Middenvelders |                     |               |               |                     |
| 4             | Cesc Fàbregas       | Spanje        | 04-05-1987    | FC Barcelona        |
| 7             | Ramires             | Brazilië      | 30-05-1980    | Benfica             |
| 8             | Oscar               | Brazilië      | 09-09-1991    | Internacional       |
| 10            | Eden Hazard         | België        | 07-01-1991    | Lille               |
| 12            | John Obi Mikel      | Nigeria       | 22-04-1987    | Lyn                 |
| 21            | Nemanja Matić       | Servië        | 01-08-1988    | Benfica             |
| 22            | Willian             | Brazilië      | 09-08-1988    | Anzji Machatsjkala  |
| 23            | Juan Cuadrado       | Colombia      | 26-05-1988    | Fiorentina          |
| 39            | Ruben Loftus-Cheek  | Engeland      | 23-01-1996    | /                   |
| Aanvallers    |                     |               |               |                     |
| 11            | Didier Drogba       | Ivoorkust     | 11-03-1978    | Galatasaray         |
| 18            | Loïc Rémy           | Frankrijk     | 02-01-1987    | Queens Park Rangers |
| 19            | Diego Costa         | Spanje        | 07-10-1988    | Atlético Madrid     |
| 35            | Dominic Solanke     | Engeland      | 14-09-1997    | /                   |
| 37            | Isaiah Brown        | Engeland      | 07-01-1997    | /                   |

- = Aanvoerder

### Technische staf
|                 |                      |               |
| Functie         | Naam                 | Nationaliteit |
| Coach           | José Mourinho (foto) | Portugal      |
| Assistent-coach | Steve Holland        | Engeland      |
| Assistent-coach | Rui Faria            | Portugal      |
| Keeperstrainer  | Silvino Louro        | Portugal      |
| Keeperstrainer  | Christophe Lollichon | Frankrijk     |

## Resultaten
Een overzicht van de competities waaraan Chelsea in het seizoen 2014-2015 deelneemt.
| Premier League | FA Cup      | League Cup | Champions League |
| -------------- | ----------- | ---------- | ---------------- |
|                |             |            |                  |
| Kampioen       | 1/16 finale | Winnaar    | 1/8 finale       |

## Uitrustingen
Shirtsponsor(s): Samsung

Sportmerk: adidas
| Thuis | Uit | Alternatief | Doelman | Doelman | Doelman |

## Transfers

### Zomer

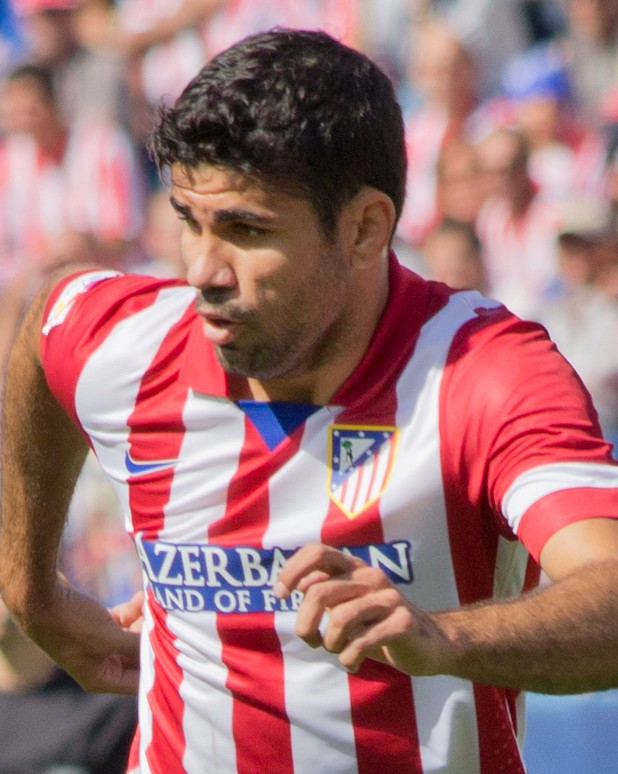
Bij Atlético Madrid plukte Chelsea Diego Costa (foto), Thibaut Courtois en Filipe Luís weg.

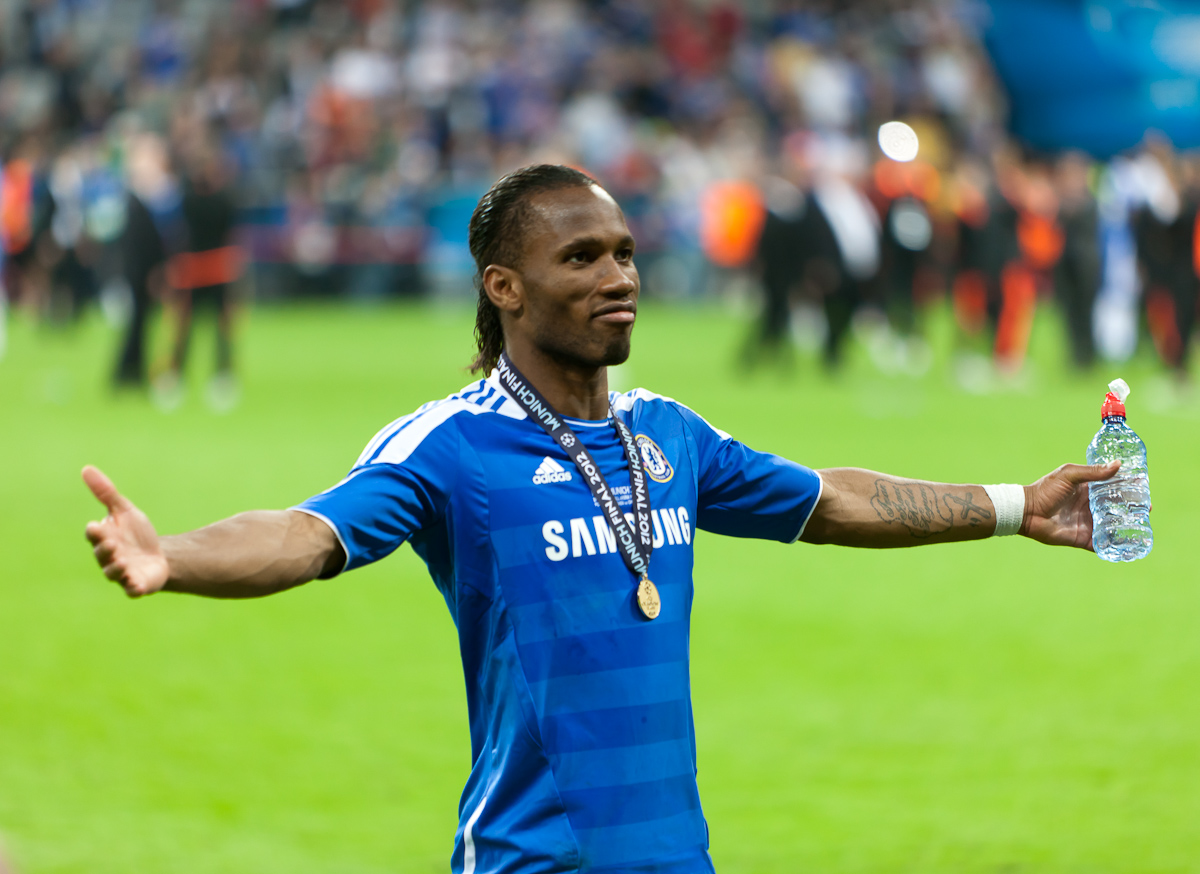
José Mourinho haalde in juli 2014 publiekslieveling Didier Drogba terug naar Stamford Bridge.

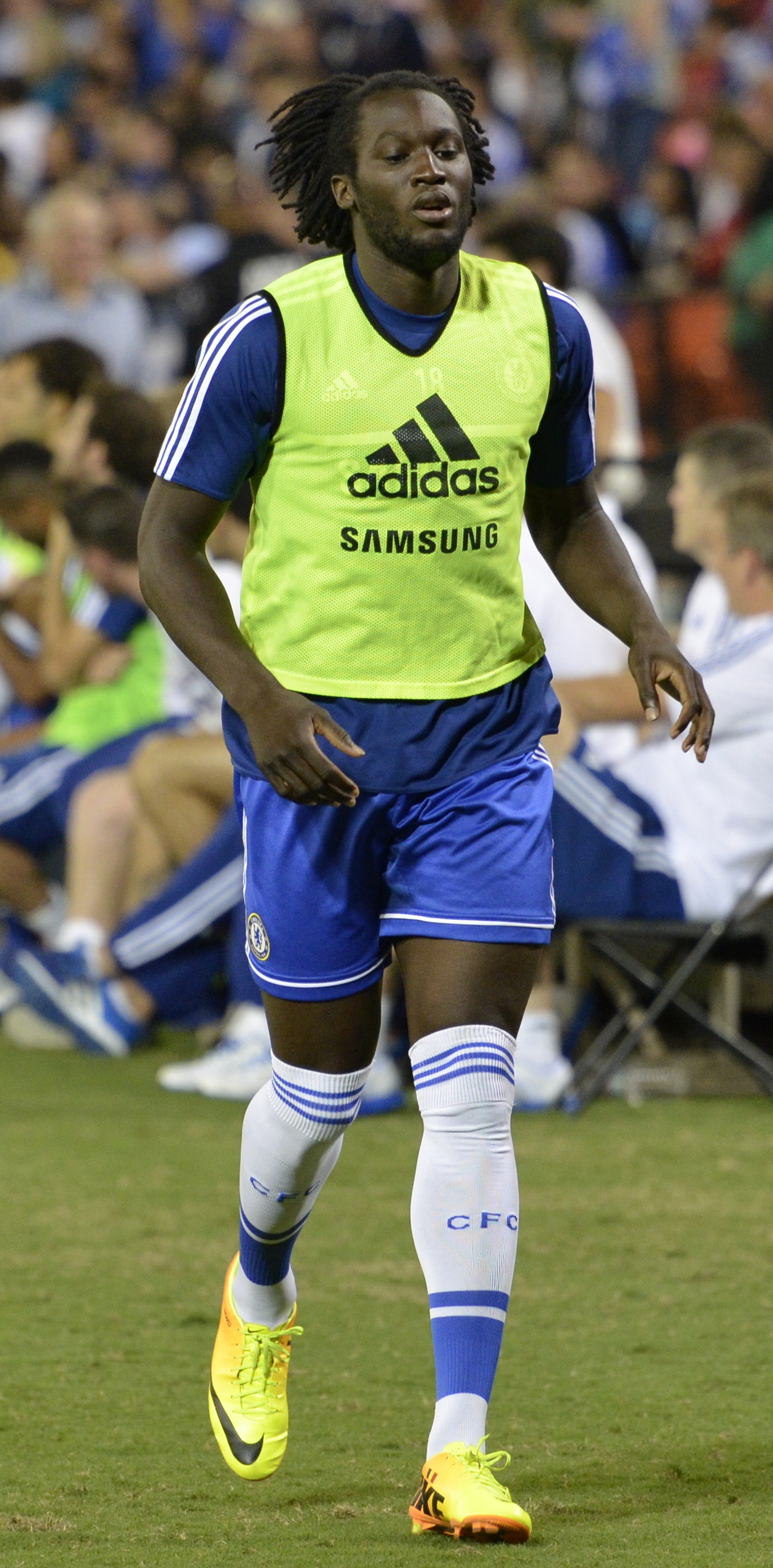
Romelu Lukaku werd voor 35 miljoen euro verkocht aan Everton, dat ook Samuel Eto'o en Christian Atsu van Chelsea overnam.

| Naam                | Nationaliteit    | Van/naar               | Prijs          |
| ------------------- | ---------------- | ---------------------- | -------------- |
| Inkomend            |                  |                        |                |
| Thibaut Courtois    | België           | Atlético Madrid        | Einde huur     |
| Kurt Zouma          | Frankrijk        | Saint-Étienne          | Einde huur     |
| Diego Costa         | Spanje           | Atlético Madrid        | € 38.000.000   |
| Filipe Luís         | Brazilië         | Atlético Madrid        | € 25.000.000   |
| Cesc Fàbregas       | Spanje           | FC Barcelona           | € 33.000.000   |
| Loïc Rémy           | Frankrijk        | Queens Park Rangers    | € 13.250.000   |
| Didier Drogba       | Ivoorkust        | Galatasaray            | Transfervrij   |
| TOTAAL UITGAVEN:    | TOTAAL UITGAVEN: | TOTAAL UITGAVEN:       | € 109.250.000  |
| Uitgaand            |                  |                        |                |
| Henrique Hilário    | Portugal         |                        | Einde carrière |
| David Luiz          | Brazilië         | Paris Saint-Germain    | € 50.000.000   |
| Demba Ba            | Senegal          | Beşiktaş               | € 10.000.000   |
| Romelu Lukaku       | België           | Everton                | € 35.000.000   |
| George Saville      | Engeland         | Wolverhampton          | € 1.000.000    |
| Sam Hutchinson      | Engeland         | Sheffield Wednesday    | Transfervrij   |
| Ashley Cole         | Engeland         | AS Roma                | Transfervrij   |
| Frank Lampard       | Engeland         | New York City FC       | Transfervrij   |
| Samuel Eto'o        | Kameroen         | Everton                | Transfervrij   |
| Patrick van Aanholt | Nederland        | Sunderland             | Transfervrij   |
| Milan Lalkovič      | Slowakije        | Mladá Boleslav         | Transfervrij   |
| Isak Ssewankambo    | Zweden           | NAC Breda              | Transfervrij   |
| John Pirez          | Uruguay          | Getafe B               | Transfervrij   |
| Daniel Pappoe       | Ghana            | Brighton & Hove Albion | Transfervrij   |
| George Cole         | Engeland         | Brighton & Hove Albion | Transfervrij   |
| Billy Clifford      | Engeland         | Walsall                | Transfervrij   |
| Thorgan Hazard      | België           | B. Mönchengladbach     | Verhuurd       |
| Mario Pašalić       | Kroatië          | Elche                  | Verhuurd       |
| Lucas Piazon        | Brazilië         | Eintracht Frankfurt    | Verhuurd       |
| Wallace             | Brazilië         | Vitesse                | Verhuurd       |
| Tomáš Kalas         | Tsjechië         | FC Köln                | Verhuurd       |
| Ryan Bertrand       | Engeland         | Southampton FC         | Verhuurd       |
| Gaël Kakuta         | Frankrijk        | Rayo Vallecano         | Verhuurd       |
| John Swift          | Engeland         | Rotherham United       | Verhuurd       |
| Oriol Romeu         | Spanje           | Stuttgart              | Verhuurd       |
| Christian Atsu      | Ghana            | Everton                | Verhuurd       |
| Bertrand Traoré     | Burkina Faso     | Vitesse                | Verhuurd       |
| Kenneth Omeruo      | Nigeria          | Middlesbrough          | Verhuurd       |
| Victor Moses        | Nigeria          | Stoke City             | Verhuurd       |
| Joao Rodríguez      | Colombia         | SC Bastia              | Verhuurd       |
| Stipe Perica        | Kroatië          | NAC Breda              | Verhuurd       |
| Josh McEachran      | Engeland         | Vitesse                | Verhuurd       |
| Marko Marin         | Duitsland        | Fiorentina             | Verhuurd       |
| Fernando Torres     | Spanje           | AC Milan               | Verhuurd       |
| Patrick Bamford     | Engeland         | Middlesbrough          | Verhuurd       |
| Cristián Cuevas     | Chili            | Universidad de Chile   | Verhuurd       |
| Marco van Ginkel    | Nederland        | AC Milan               | Verhuurd       |
| Nathaniel Chalobah  | Engeland         | Burnley FC             | Verhuurd       |
| Jamal Blackman      | Engeland         | Middlesbrough          | Verhuurd       |
| Matej Delac         | Kroatië          | AC Arles               | Verhuurd       |
| Islam Feruz         | Schotland        | OFI Kreta              | Verhuurd       |
| Ulises Davila       | Mexico           | CD Tenerife            | Verhuurd       |
| TOTAAL INKOMEN:     | TOTAAL INKOMEN:  | TOTAAL INKOMEN:        | € 96.000.000   |

### Winter
| Naam             | Nationaliteit    | Van/naar            | Prijs        |
| ---------------- | ---------------- | ------------------- | ------------ |
| Inkomend         |                  |                     |              |
| Juan Cuadrado    | Colombia         | Fiorentina          | € 33.000.000 |
| Jamal Blackman   | Engeland         | Middlesbrough       | Einde huur   |
| Isaiah Brown     | Engeland         |                     | Jeugd        |
| TOTAAL UITGAVEN: | TOTAAL UITGAVEN: | TOTAAL UITGAVEN:    | € 33.000.000 |
| Uitgaand         |                  |                     |              |
| Alex Davey       | Engeland         | Scunthorpe United   | Verhuurd     |
| Alex Kiwomya     | Engeland         | Barnsley            | Verhuurd     |
| John Swift       | Engeland         | Swindon Town        | Verhuurd     |
| Mark Schwarzer   | Australië        | Leicester City      | Transfervrij |
| Todd Kane        | Engeland         | Nottingham Forest   | Verhuurd     |
| Lewis Baker      | Engeland         | Sheffield Wednesday | Verhuurd     |
| Tomáš Kalas      | Tsjechië         | Middlesbrough       | Verhuurd     |
| Marko Marin      | Duitsland        | RSC Anderlecht      | Verhuurd     |
| Fernando Torres  | Spanje           | AC Milan            | Verhuurd     |
| André Schürrle   | Duitsland        | Wolfsburg           | € 32.000.000 |
| Mohamed Salah    | Egypte           | Fiorentina          | Verhuurd     |
| TOTAAL INKOMEN:  | TOTAAL INKOMEN:  | TOTAAL INKOMEN:     | € 32.000.000 |

## Premier League

### Wedstrijden
| Wedstrijddetails                                          | Thuisploeg                                           | Uitslag                             | Uitploeg                                                               | Opstelling | Kaarten                                                                            |
| --------------------------------------------------------- | ---------------------------------------------------- | ----------------------------------- | ---------------------------------------------------------------------- | --- | ---------------------------------------------------------------------------------- |
| Heenronde                                                 |                                                      |                                     |                                                                        | |                                                                                    |
| 18 augustus 2014 21:00 Turf Moor Burnley                  | Burnley FC                                           | 1-3                                 | Chelsea FC                                                             | Courtois Ivanović, Cahill, Terry, Azpilicueta Matić, Fàbregas, Oscar (82' Mikel) Schürrle (78' Willian), Costa, Hazard (84' Drogba)     | 31' Costa                                                                          |
| 18 augustus 2014 21:00 Turf Moor Burnley                  | 14' Arfield                                          | 1-0 1-1 1-2 1-3                     | 17' Costa 21' Schürrle 34' Ivanović                                    | Courtois Ivanović, Cahill, Terry, Azpilicueta Matić, Fàbregas, Oscar (82' Mikel) Schürrle (78' Willian), Costa, Hazard (84' Drogba)     | 31' Costa                                                                          |
| 23 augustus 2014 16:00 Stamford Bridge Londen             | Chelsea FC                                           | 2-0                                 | Leicester City                                                         | Courtois Ivanović, Cahill, Terry, Azpilicueta Matić, Fàbregas, Oscar (70' Willian) Schürrle (64' Ramires), Costa (80' Drogba), Hazard   |                                                                                    |
| 23 augustus 2014 16:00 Stamford Bridge Londen             | 62' Costa 77' Hazard                                 | 1-0 2-0                             |                                                                        | Courtois Ivanović, Cahill, Terry, Azpilicueta Matić, Fàbregas, Oscar (70' Willian) Schürrle (64' Ramires), Costa (80' Drogba), Hazard   |                                                                                    |
| 30 augustus 2014 18:30 Goodison Park Liverpool            | Everton FC                                           | 3-6                                 | Chelsea FC                                                             | Courtois Ivanović, Cahill, Terry, Azpilicueta Matić, Ramires, Fàbregas (89' Drogba) Willian (75' Mikel), Costa, Hazard (83' Luís)       | 56' Costa 64' Ramires 81' Fàbregas                                                 |
| 30 augustus 2014 18:30 Goodison Park Liverpool            | 45' Mirallas 69' Naismith 76' Eto'o                  | 0-1 0-2 1-2 1-3 2-3 2-4 3-4 3-5 3-6 | 1' Costa 3' Ivanović 67' Coleman (own) 74' Matić 77' Ramires 90' Costa | Courtois Ivanović, Cahill, Terry, Azpilicueta Matić, Ramires, Fàbregas (89' Drogba) Willian (75' Mikel), Costa, Hazard (83' Luís)       | 56' Costa 64' Ramires 81' Fàbregas                                                 |
| 13 september 2014 16:00 Stamford Bridge Londen            | Chelsea FC                                           | 4-2                                 | Swansea City                                                           | Courtois Ivanović, Cahill, Terry, Azpilicueta Matić, Fàbregas (82' Salah), Oscar Schürrle (46' Ramires), Costa (72' Rémy), Hazard       |                                                                                    |
| 13 september 2014 16:00 Stamford Bridge Londen            | 45' Costa 56' Costa 67' Costa 81' Rémy               | 0-1 1-1 2-1 3-1 4-1 4-2             | 11' Terry (own) 86' Shelvey                                            | Courtois Ivanović, Cahill, Terry, Azpilicueta Matić, Fàbregas (82' Salah), Oscar Schürrle (46' Ramires), Costa (72' Rémy), Hazard       |                                                                                    |
| 21 september 2014 17:00 Etihad Stadium Manchester         | Manchester City                                      | 1-1                                 | Chelsea FC                                                             | Courtois Ivanović, Cahill, Terry, Azpilicueta Matić, Fàbregas, Willian (63' Mikel) Ramires (63' Schürrle), Costa (86' Drogba), Hazard   | 35' Ramires 39' Matić 66' Costa 77' Ivanović                                       |
| 21 september 2014 17:00 Etihad Stadium Manchester         | 85' Lampard                                          | 0-1 1-1                             | 71' Schürrle                                                           | Courtois Ivanović, Cahill, Terry, Azpilicueta Matić, Fàbregas, Willian (63' Mikel) Ramires (63' Schürrle), Costa (86' Drogba), Hazard   | 35' Ramires 39' Matić 66' Costa 77' Ivanović                                       |
| 27 september 2014 16:00 Stamford Bridge Londen            | Chelsea FC                                           | 3-0                                 | Aston Villa                                                            | Courtois Ivanović, Cahill, Terry, Azpilicueta Matić, Fàbregas, Oscar (77' Mikel) Willian, Costa (81' Rémy), Hazard (68' Schürrle)       | 26' Cahill 58' Fàbregas                                                            |
| 27 september 2014 16:00 Stamford Bridge Londen            | 7' Oscar 59' Costa 79' Willian                       | 1-0 2-0 3-0                         |                                                                        | Courtois Ivanović, Cahill, Terry, Azpilicueta Matić, Fàbregas, Oscar (77' Mikel) Willian, Costa (81' Rémy), Hazard (68' Schürrle)       | 26' Cahill 58' Fàbregas                                                            |
| 5 oktober 2014 15:20 Stamford Bridge Londen               | Chelsea FC                                           | 2-0                                 | Arsenal FC                                                             | Courtois (24' Čech) Ivanović, Cahill, Terry, Azpilicueta Matić, Fàbregas, Oscar (87' Willan) Schürrle (69' Mikel), Costa, Hazard        | 20' Cahill 53' Ivanović 66' Schürrle 86' Oscar                                     |
| 5 oktober 2014 15:20 Stamford Bridge Londen               | 27' Hazard 78' Costa                                 | 1-0 2-0                             |                                                                        | Courtois (24' Čech) Ivanović, Cahill, Terry, Azpilicueta Matić, Fàbregas, Oscar (87' Willan) Schürrle (69' Mikel), Costa, Hazard        | 20' Cahill 53' Ivanović 66' Schürrle 86' Oscar                                     |
| 18 oktober 2014 16:00 Selhurst Park Londen                | Crystal Palace                                       | 1-2                                 | Chelsea FC                                                             | Courtois Ivanović, Cahill, Terry, Azpilicueta Matić, Fàbregas, Oscar Willian (42' Luis), Rémy (90+1' Drogba), Hazard (86' Salah)        | 40' Azpilicueta 41' Fàbregas                                                       |
| 18 oktober 2014 16:00 Selhurst Park Londen                | 90' Campbell                                         | 0-1 0-2 1-2                         | 6' Oscar 51' Fàbregas                                                  | Courtois Ivanović, Cahill, Terry, Azpilicueta Matić, Fàbregas, Oscar Willian (42' Luis), Rémy (90+1' Drogba), Hazard (86' Salah)        | 40' Azpilicueta 41' Fàbregas                                                       |
| 26 oktober 2014 17:00 Old Trafford Manchester             | Manchester United                                    | 1-1                                 | Chelsea FC                                                             | Courtois Ivanović, Cahill, Terry, Luis Matić, Fàbregas, Oscar (67' Mikel) Willian (90+3' Zouma), Drogba, Hazard (90' Schürrle)          | 22' Drogba 39' Matić 50' Fàbregas 62' Oscar 65' Ivanović 88' Hazard 90+3' Ivanović |
| 26 oktober 2014 17:00 Old Trafford Manchester             | 90+4' Van Persie                                     | 0-1 1-1                             | 53' Drogba                                                             | Courtois Ivanović, Cahill, Terry, Luis Matić, Fàbregas, Oscar (67' Mikel) Willian (90+3' Zouma), Drogba, Hazard (90' Schürrle)          | 22' Drogba 39' Matić 50' Fàbregas 62' Oscar 65' Ivanović 88' Hazard 90+3' Ivanović |
| 1 november 2014 16:00 Stamford Bridge Londen              | Chelsea FC                                           | 2-1                                 | Queens Park Rangers                                                    | Courtois Ivanović, Cahill, Terry, Luis Matić, Fàbregas, Oscar Willian (64' Drogba), Costa (78' Schürrle), Hazard (90+3' Ramires)        |                                                                                    |
| 1 november 2014 16:00 Stamford Bridge Londen              | 32' Oscar 75' Hazard                                 | 1-0 1-1 2-1                         | 62' Austin                                                             | Courtois Ivanović, Cahill, Terry, Luis Matić, Fàbregas, Oscar Willian (64' Drogba), Costa (78' Schürrle), Hazard (90+3' Ramires)        |                                                                                    |
| 8 november 2014 13:45 Anfield Liverpool                   | Liverpool FC                                         | 1-2                                 | Chelsea FC                                                             | Courtois Ivanović, Cahill, Terry, Azpilicueta Matić, Fàbregas, Oscar Ramires (54' Willian), Costa (90' Drogba), Hazard (90+5' Luis)     | 48' Ivanović 69' Matić 83' Oscar 87' Costa 90+4' Courtois                          |
| 8 november 2014 13:45 Anfield Liverpool                   | 9' Can                                               | 1-0 1-1 1-2                         | 14' Cahill 67' Costa                                                   | Courtois Ivanović, Cahill, Terry, Azpilicueta Matić, Fàbregas, Oscar Ramires (54' Willian), Costa (90' Drogba), Hazard (90+5' Luis)     | 48' Ivanović 69' Matić 83' Oscar 87' Costa 90+4' Courtois                          |
| 22 november 2014 16:00 Stamford Bridge Londen             | Chelsea FC                                           | 2-0                                 | West Bromwich Albion                                                   | Courtois Ivanović, Cahill, Terry, Azpilicueta Matić, Fàbregas, Oscar (79' Rémy) Willian (86' Ramires), Costa (84' Drogba), Hazard       | 75' Willian                                                                        |
| 22 november 2014 16:00 Stamford Bridge Londen             | 11' Costa 25' Hazard                                 | 1-0 2-0                             |                                                                        | Courtois Ivanović, Cahill, Terry, Azpilicueta Matić, Fàbregas, Oscar (79' Rémy) Willian (86' Ramires), Costa (84' Drogba), Hazard       | 75' Willian                                                                        |
| 29 november 2014 18:30 Stadium of Light Sunderland        | Sunderland                                           | 0-0                                 | Chelsea FC                                                             | Courtois Ivanović, Cahill, Terry, Azpilicueta Matić, Fàbregas, Oscar (76' Drogba) Willian (85' Schürrle), Costa (76' Remy), Hazard      | 55' Costa 86' Matić                                                                |
| 29 november 2014 18:30 Stadium of Light Sunderland        |                                                      |                                     |                                                                        | Courtois Ivanović, Cahill, Terry, Azpilicueta Matić, Fàbregas, Oscar (76' Drogba) Willian (85' Schürrle), Costa (76' Remy), Hazard      | 55' Costa 86' Matić                                                                |
| 3 december 2014 20:45 Stamford Bridge Londen              | Chelsea FC                                           | 3-0                                 | Tottenham Hotspur                                                      | Courtois Ivanović, Cahill (46' Zouma), Terry, Azpilicueta Matić, Fàbregas (76' Mikel), Oscar Willian, Drogba (67' Rémy), Hazard         | 50' Matić                                                                          |
| 3 december 2014 20:45 Stamford Bridge Londen              | 19' Hazard 22' Drogba 73' Rémy                       | 1-0 2-0 3-0                         |                                                                        | Courtois Ivanović, Cahill (46' Zouma), Terry, Azpilicueta Matić, Fàbregas (76' Mikel), Oscar Willian, Drogba (67' Rémy), Hazard         | 50' Matić                                                                          |
| 6 december 2014 13:45 St. James' Park Newcastle-upon-Tyne | Newcastle United                                     | 2-1                                 | Chelsea FC                                                             | Courtois Ivanović, Cahill, Terry, Azpilicueta (67' Luis) Fàbregas, Mikel, Oscar (61' Schürrle) Willian (67' Drogba), Costa, Hazard      | 64' Schürrle 79' Fàbregas 80' Costa                                                |
| 6 december 2014 13:45 St. James' Park Newcastle-upon-Tyne | 57' Cissé 78' Cissé                                  | 1-0 2-0 2-1                         | 83' Drogba                                                             | Courtois Ivanović, Cahill, Terry, Azpilicueta (67' Luis) Fàbregas, Mikel, Oscar (61' Schürrle) Willian (67' Drogba), Costa, Hazard      | 64' Schürrle 79' Fàbregas 80' Costa                                                |
| 13 december 2014 16:00 Stamford Bridge Londen             | Chelsea FC                                           | 2-0                                 | Hull City                                                              | Čech Ivanović, Cahill, Terry, Luis Matić, Mikel (82' Ramires), Oscar Willian (80' Schürrle), Costa (78' Drogba), Hazard                 | 31' Willian 38' Cahill 58' Costa                                                   |
| 13 december 2014 16:00 Stamford Bridge Londen             | 7' Hazard 68' Costa                                  | 1-0 2-0                             |                                                                        | Čech Ivanović, Cahill, Terry, Luis Matić, Mikel (82' Ramires), Oscar Willian (80' Schürrle), Costa (78' Drogba), Hazard                 | 31' Willian 38' Cahill 58' Costa                                                   |
| 22 december 2014 21:00 Britannia Stadium Stoke-on-Trent   | Stoke City                                           | 0-2                                 | Chelsea FC                                                             | Courtois Ivanović, Cahill, Terry, Azpilicueta Matić, Mikel, Fàbregas Willian (80' Schürrle), Costa (85' Drogba), Hazard (90+3' Zouma)   |                                                                                    |
| 22 december 2014 21:00 Britannia Stadium Stoke-on-Trent   |                                                      | 0-1 0-2                             | 2' Terry 78' Fàbregas                                                  | Courtois Ivanović, Cahill, Terry, Azpilicueta Matić, Mikel, Fàbregas Willian (80' Schürrle), Costa (85' Drogba), Hazard (90+3' Zouma)   |                                                                                    |
| 26 december 2014 13:45 Stamford Bridge Londen             | Chelsea FC                                           | 2-0                                 | West Ham United                                                        | Courtois Ivanović, Cahill, Terry, Azpilicueta Matić, Fàbregas, Oscar (83' Mikel) Willian (86' Ramires), Costa (83' Drogba), Hazard      |                                                                                    |
| 26 december 2014 13:45 Stamford Bridge Londen             | 31' Terry 62' Costa                                  | 1-0 2-0                             |                                                                        | Courtois Ivanović, Cahill, Terry, Azpilicueta Matić, Fàbregas, Oscar (83' Mikel) Willian (86' Ramires), Costa (83' Drogba), Hazard      |                                                                                    |
| 28 december 2014 15:05 St. Mary's Stadium Southampton     | Southampton FC                                       | 1-1                                 | Chelsea FC                                                             | Courtois Ivanović, Cahill, Terry, Luis Matić, Mikel (74' Drogba), Fàbregas Schürrle (46' Willian), Costa (89' Rémy), Hazard             | 31' Matić 55' Fàbregas                                                             |
| 28 december 2014 15:05 St. Mary's Stadium Southampton     | 17' Mané                                             | 1-0 1-1                             | 45+1' Hazard                                                           | Courtois Ivanović, Cahill, Terry, Luis Matić, Mikel (74' Drogba), Fàbregas Schürrle (46' Willian), Costa (89' Rémy), Hazard             | 31' Matić 55' Fàbregas                                                             |
| 28 december 2014 15:05 St. Mary's Stadium Southampton     | Southampton FC                                       | 1-1                                 | Chelsea FC                                                             | Courtois Ivanović, Cahill, Terry, Luis Matić, Mikel (74' Drogba), Fàbregas Schürrle (46' Willian), Costa (89' Rémy), Hazard             | 31' Matić 55' Fàbregas                                                             |
| 28 december 2014 15:05 St. Mary's Stadium Southampton     | 17' Mané                                             | 1-0 1-1                             | 45+1' Hazard                                                           | Courtois Ivanović, Cahill, Terry, Luis Matić, Mikel (74' Drogba), Fàbregas Schürrle (46' Willian), Costa (89' Rémy), Hazard             | 31' Matić 55' Fàbregas                                                             |
| Terugronde                                                |                                                      |                                     |                                                                        | |                                                                                    |
| 1 januari 2015 18:30 White Hart Lane Londen               | Tottenham Hotspur                                    | 5-3                                 | Chelsea FC                                                             | Courtois Ivanović, Cahill, Terry, Azpilicueta Matić, Fàbregas, Oscar (46' Ramires) Willian (72' Salah), Costa, Hazard                   | 82' Fàbregas                                                                       |
| 1 januari 2015 18:30 White Hart Lane Londen               | 30' Kane 44' Rose 45+4' Townsend 52' Kane 78' Chadli | 0-1 1-1 2-1 3-1 4-1 4-2 5-2 5-3     | 18' Costa 61' Hazard 87' Terry                                         | Courtois Ivanović, Cahill, Terry, Azpilicueta Matić, Fàbregas, Oscar (46' Ramires) Willian (72' Salah), Costa, Hazard                   | 82' Fàbregas                                                                       |
| 10 januari 2015 16:00 Stamford Bridge Londen              | Chelsea FC                                           | 2-0                                 | Newcastle United                                                       | Čech Ivanović, Zouma, Terry, Azpilicueta (37' Luis) Matić, Fàbregas, Oscar (79' Ramires) Willian, Costa (84' Rémy), Hazard              | 71' Matić 76' Oscar                                                                |
| 10 januari 2015 16:00 Stamford Bridge Londen              | 43' Oscar 59' Costa                                  | 1-0 2-0                             |                                                                        | Čech Ivanović, Zouma, Terry, Azpilicueta (37' Luis) Matić, Fàbregas, Oscar (79' Ramires) Willian, Costa (84' Rémy), Hazard              | 71' Matić 76' Oscar                                                                |
| 17 januari 2015 16:00 Liberty Stadium Swansea             | Swansea City                                         | 0-5                                 | Chelsea FC                                                             | Čech Ivanović, Cahill, Terry, Luis Matić, Fàbregas (74' Ramires), Oscar Willian (76' Schürrle), Costa (75' Rémy), Hazard                |                                                                                    |
| 17 januari 2015 16:00 Liberty Stadium Swansea             |                                                      | 0-1 0-2 0-3 0-4 0-5                 | 1' Oscar 20' Costa 34' Costa 36' Oscar 79' Schürrle                    | Čech Ivanović, Cahill, Terry, Luis Matić, Fàbregas (74' Ramires), Oscar Willian (76' Schürrle), Costa (75' Rémy), Hazard                |                                                                                    |
| 31 januari 2015 18:30 Stamford Bridge Londen              | Chelsea FC                                           | 1-1                                 | Manchester City                                                        | Courtois Ivanović, Zouma, Terry, Azpilicueta Ramires, Matić, Oscar (90+2' Loftus-Cheek) Willian (80' Drogba), Rémy (87' Cahill), Hazard |                                                                                    |
| 31 januari 2015 18:30 Stamford Bridge Londen              | 41' Rémy                                             | 1-0 1-1                             | 45' Silva                                                              | Courtois Ivanović, Zouma, Terry, Azpilicueta Ramires, Matić, Oscar (90+2' Loftus-Cheek) Willian (80' Drogba), Rémy (87' Cahill), Hazard |                                                                                    |
| 7 februari 2015 16:00 Villa Park Birmingham               | Aston Villa                                          | 1-2                                 | Chelsea FC                                                             | Courtois Ivanović, Cahill, Terry, Azpilicueta Ramires, Matić, Oscar (73' Mikel) Willian (80' Cuadrado), Drogba (64' Rémy), Hazard       | 35' Ramires 90+5' Ivanović                                                         |
| 7 februari 2015 16:00 Villa Park Birmingham               | 48' Okore                                            | 0-1 1-1 1-2                         | 8' Hazard 66' Ivanović                                                 | Courtois Ivanović, Cahill, Terry, Azpilicueta Ramires, Matić, Oscar (73' Mikel) Willian (80' Cuadrado), Drogba (64' Rémy), Hazard       | 35' Ramires 90+5' Ivanović                                                         |
| 11 februari 2015 20:45 Stamford Bridge Londen             | Chelsea FC                                           | 1-0                                 | Everton FC                                                             | Čech Ivanović, Zouma, Terry, Azpilicueta Ramires, Matić, Willian (90+2' Cahill) Cuadrado (70' Fàbregas), Rémy (70' Drogba), Hazard      | 15' Azpilicueta 88' Fàbregas 89' Ramires                                           |
| 11 februari 2015 20:45 Stamford Bridge Londen             | 89' Willian                                          | 1-0                                 |                                                                        | Čech Ivanović, Zouma, Terry, Azpilicueta Ramires, Matić, Willian (90+2' Cahill) Cuadrado (70' Fàbregas), Rémy (70' Drogba), Hazard      | 15' Azpilicueta 88' Fàbregas 89' Ramires                                           |
| 21 februari 2015 16:00 Stamford Bridge Londen             | Chelsea FC                                           | 1-1                                 | Burnley FC                                                             | Courtois Ivanović, Zouma, Terry, Luis (86' Drogba) Fàbregas, Matić, Oscar (72' Ramires) Cuadrado (63' Willian), Costa, Hazard           | 70' Matić 71' Ivanović                                                             |
| 21 februari 2015 16:00 Stamford Bridge Londen             | 14' Ivanović                                         | 1-0 2-0                             | 81' Mee                                                                | Courtois Ivanović, Zouma, Terry, Luis (86' Drogba) Fàbregas, Matić, Oscar (72' Ramires) Cuadrado (63' Willian), Costa, Hazard           | 70' Matić 71' Ivanović                                                             |
| 4 maart 2015 20:45 Boleyn Ground Londen                   | West Ham United                                      | 0-1                                 | Chelsea FC                                                             | Courtois Ivanović, Cahill, Terry, Azpilicueta Fàbregas, Zouma, Oscar (74' Willian) Ramires, Costa (90+3' Drogba), Hazard (90+6' Rémy)   | 15' Terry 45+4' Hazard 70' Fàbregas 90+7' Drogba                                   |
| 4 maart 2015 20:45 Boleyn Ground Londen                   |                                                      | 0-1                                 | 22' Hazard                                                             | Courtois Ivanović, Cahill, Terry, Azpilicueta Fàbregas, Zouma, Oscar (74' Willian) Ramires, Costa (90+3' Drogba), Hazard (90+6' Rémy)   | 15' Terry 45+4' Hazard 70' Fàbregas 90+7' Drogba                                   |
| 15 maart 2015 14:30 Stamford Bridge Londen                | Chelsea FC                                           | 1-1                                 | Southampton FC                                                         | Courtois Ivanović, Cahill, Terry, Azpilicueta Fàbregas, Matić (53' Ramires), Oscar (82' Rémy) Willian (83' Cuadrado), Costa, Hazard     | 18' Matić 63' Ivanović 68' Cahill                                                  |
| 15 maart 2015 14:30 Stamford Bridge Londen                | 11' Costa                                            | 0-1 1-1                             | 19' Tadić                                                              | Courtois Ivanović, Cahill, Terry, Azpilicueta Fàbregas, Matić (53' Ramires), Oscar (82' Rémy) Willian (83' Cuadrado), Costa, Hazard     | 18' Matić 63' Ivanović 68' Cahill                                                  |
| 22 maart 2015 17:00 Kingston Communications Stadium Hull  | Hull City                                            | 2-3                                 | Chelsea FC                                                             | Courtois Ivanović, Cahill, Terry, Luis Ramires (61' Oscar), Matić, Fàbregas Willian (80' Zouma), Costa (75' Rémy), Hazard               | 13' Cahill 89' Matić                                                               |
| 22 maart 2015 17:00 Kingston Communications Stadium Hull  | 26' El Mohamady 28' Hernández                        | 0-1 0-2 1-2 2-2 2-3                 | 2' Hazard 9' Costa 77' Rémy                                            | Courtois Ivanović, Cahill, Terry, Luis Ramires (61' Oscar), Matić, Fàbregas Willian (80' Zouma), Costa (75' Rémy), Hazard               | 13' Cahill 89' Matić                                                               |
| 4 april 2015 18:30 Stamford Bridge Londen                 | Chelsea FC                                           | 2-1                                 | Stoke City                                                             | Courtois Ivanović, Cahill, Terry, Azpilicueta Fàbregas, Matić, Oscar (46' Costa)(57' Drogba) Willian, Rémy (63' Cuadrado), Hazard       | 90+4' Drogba                                                                       |
| 4 april 2015 18:30 Stamford Bridge Londen                 | 39' Hazard 62' Rémy                                  | 1-0 1-1 2-1                         | 44' Adam                                                               | Courtois Ivanović, Cahill, Terry, Azpilicueta Fàbregas, Matić, Oscar (46' Costa)(57' Drogba) Willian, Rémy (63' Cuadrado), Hazard       | 90+4' Drogba                                                                       |
| 12 april 2015 14:30 Loftus Road Stadium Londen            | Queens Park Rangers                                  | 0-1                                 | Chelsea FC                                                             | Courtois Ivanović, Cahill, Terry, Azpilicueta Ramires (56' Oscar), Matić, Fàbregas (90+2' Zouma) Willian (80' Cuadrado), Drogba, Hazard | 60' Drogba                                                                         |
| 12 april 2015 14:30 Loftus Road Stadium Londen            |                                                      | 0-1                                 | 88' Fàbregas                                                           | Courtois Ivanović, Cahill, Terry, Azpilicueta Ramires (56' Oscar), Matić, Fàbregas (90+2' Zouma) Willian (80' Cuadrado), Drogba, Hazard | 60' Drogba                                                                         |
| 18 april 2015 18:30 Stamford Bridge Londen                | Chelsea FC                                           | 1-0                                 | Manchester United                                                      | Courtois Ivanović, Cahill, Terry, Azpilicueta Zouma, Matić, Fàbregas (90+2' Mikel) Oscar (67' Ramires), Drogba, Hazard (90+4' Willian)  | 54' Drogba 57' Ivanović 63' Oscar                                                  |
| 18 april 2015 18:30 Stamford Bridge Londen                | 38' Hazard                                           | 1-0                                 |                                                                        | Courtois Ivanović, Cahill, Terry, Azpilicueta Zouma, Matić, Fàbregas (90+2' Mikel) Oscar (67' Ramires), Drogba, Hazard (90+4' Willian)  | 54' Drogba 57' Ivanović 63' Oscar                                                  |
| 26 april 2015 17:00 Emirates Stadium Londen               | Arsenal FC                                           | 0-0                                 | Chelsea FC                                                             | Courtois Ivanović, Cahill, Terry, Azpilicueta Matić, Fàbregas (90' Zouma), Willian (90+3' Cuadrado) Ramires, Oscar (46' Drogba), Hazard | 23' Fàbregas 68' Willian 72' Ivanović                                              |
| 26 april 2015 17:00 Emirates Stadium Londen               |                                                      |                                     |                                                                        | Courtois Ivanović, Cahill, Terry, Azpilicueta Matić, Fàbregas (90' Zouma), Willian (90+3' Cuadrado) Ramires, Oscar (46' Drogba), Hazard | 23' Fàbregas 68' Willian 72' Ivanović                                              |
| 29 april 2015 20:45 King Power Stadium Leicester          | Leicester City                                       | 1-3                                 | Chelsea FC                                                             | Čech Ivanović, Cahill, Terry, Azpilicueta Fàbregas (90' Mikel), Matić, Willian (84' Zouma) Ramires, Drogba, Hazard (88' Cuadrado)       |                                                                                    |
| 29 april 2015 20:45 King Power Stadium Leicester          | 45+3' Albrighton                                     | 1-0                                 | 48' Drogba 79' Terry 83' Ramires                                       | Čech Ivanović, Cahill, Terry, Azpilicueta Fàbregas (90' Mikel), Matić, Willian (84' Zouma) Ramires, Drogba, Hazard (88' Cuadrado)       |                                                                                    |
| 3 mei 2015 14:30 Stamford Bridge Londen                   | Chelsea FC                                           | 1-0                                 | Crystal Palace                                                         | Courtois Ivanović, Cahill, Terry, Azpilicueta Fàbregas, Matić, Willian (85' Zouma) Cuadrado (46' Mikel), Drogba, Hazard (90+2' Luis)    | 27' Ivanović 38' Terry                                                             |
| 3 mei 2015 14:30 Stamford Bridge Londen                   | 45' Hazard                                           | 1-0                                 |                                                                        | Courtois Ivanović, Cahill, Terry, Azpilicueta Fàbregas, Matić, Willian (85' Zouma) Cuadrado (46' Mikel), Drogba, Hazard (90+2' Luis)    | 27' Ivanović 38' Terry                                                             |
| 10 mei 2015 17:00 Stamford Bridge Londen                  | Chelsea FC                                           | 1-1                                 | Liverpool FC                                                           | Courtois Ivanović, Zouma (35' Cahill), Terry, Luis Loftus-Cheek (60' Matić), Mikel, Fàbregas Willian, Rémy (84' Cuadrado), Hazard       | 2' Fàbregas 43' Ivanović 58' Mikel 82' Luis                                        |
| 10 mei 2015 17:00 Stamford Bridge Londen                  | 5' Terry                                             | 1-0 1-1                             | 44' Gerrard                                                            | Courtois Ivanović, Zouma (35' Cahill), Terry, Luis Loftus-Cheek (60' Matić), Mikel, Fàbregas Willian, Rémy (84' Cuadrado), Hazard       | 2' Fàbregas 43' Ivanović 58' Mikel 82' Luis                                        |
| 18 mei 2015 21:00 The Hawthorns West Bromwich             | West Bromwich Albion                                 | 3-0                                 | Chelsea FC                                                             | Courtois Ivanović, Cahill, Terry, Luis Loftus-Cheek (73' Aké), Matić, Fàbregas Rémy (79' Brown), Costa (64' Cuadrado), Hazard           | 28' Costa 29' Fàbregas 82' Cuadrado                                                |
| 18 mei 2015 21:00 The Hawthorns West Bromwich             | 9' Berahino 47' Berahino 60' Brunt                   | 1-0 2-0 3-0                         |                                                                        | Courtois Ivanović, Cahill, Terry, Luis Loftus-Cheek (73' Aké), Matić, Fàbregas Rémy (79' Brown), Costa (64' Cuadrado), Hazard           | 28' Costa 29' Fàbregas 82' Cuadrado                                                |
| 24 mei 2015 16:00 Stamford Bridge Londen                  | Chelsea FC                                           | -                                   | Sunderland                                                             | |                                                                                    |
| 24 mei 2015 16:00 Stamford Bridge Londen                  |                                                      |                                     |                                                                        | |                                                                                    |

### Overzicht
| Speeldag  | 1 | 2 | 3 | 4  | 5  | 6  | 7  | 8  | 9  | 10 | 11 | 12 | 13 | 14 | 15 | 16 | 17 | 18 | 19 | 20 | 21 | 22 | 23 | 24 | 25 | 26 | 27 | 28 | 29 | 30 | 31 | 32 | 33 | 34 | 35 | 36 | 37 | 38 |
| --------- | - | - | - | -- | -- | -- | -- | -- | -- | -- | -- | -- | -- | -- | -- | -- | -- | -- | -- | -- | -- | -- | -- | -- | -- | -- | -- | -- | -- | -- | -- | -- | -- | -- | -- | -- | -- | -- |
| Resultaat | w | w | w | w  | g  | w  | w  | w  | g  | w  | w  | w  | g  | w  | v  | w  | w  | w  | g  | v  | w  | w  | g  | w  | w  | g  | w  | g  | w  | w  | w  | w  | g  | w  | w  | g  | v  |    |
| Punten    | 3 | 6 | 9 | 12 | 13 | 16 | 19 | 22 | 23 | 26 | 29 | 32 | 33 | 36 | 36 | 39 | 42 | 45 | 46 | 46 | 49 | 52 | 53 | 56 | 59 | 60 | 63 | 64 | 67 | 70 | 73 | 76 | 77 | 80 | 83 | 84 | 84 |    |
| Positie   | 1 | 2 | 1 | 1  | 1  | 1  | 1  | 1  | 1  | 1  | 1  | 1  | 1  | 1  | 1  | 1  | 1  | 1  | 1  | 1  | 1  | 1  | 1  | 1  | 1  | 1  | 1  | 1  | 1  | 1  | 1  | 1  | 1  | 1  | 1  | 1  | 1  | 1  |

### Eindstand
| №  | Club                 | WG | W  | G  | V  | DV | DT | +/− | Punten |
| -- | -------------------- | -- | -- | -- | -- | -- | -- | --- | ------ |
|    | Chelsea              | 38 | 26 | 9  | 3  | 73 | 32 | +41 | 87     |
| 2  | Manchester City      | 38 | 24 | 7  | 7  | 83 | 38 | +45 | 79     |
| 3  | Arsenal              | 38 | 22 | 9  | 7  | 71 | 36 | +35 | 75     |
| 4  | Manchester United    | 38 | 20 | 10 | 8  | 62 | 37 | +25 | 70     |
| 5  | Tottenham Hotspur    | 38 | 19 | 7  | 12 | 58 | 53 | +5  | 64     |
| 6  | Liverpool            | 38 | 18 | 8  | 12 | 52 | 48 | +4  | 62     |
| 7  | Southampton          | 38 | 18 | 6  | 14 | 54 | 33 | +21 | 60     |
| 8  | Swansea City         | 38 | 16 | 8  | 14 | 46 | 49 | –3  | 56     |
| 9  | Stoke City           | 38 | 15 | 9  | 14 | 48 | 45 | +3  | 54     |
| 10 | Crystal Palace       | 38 | 13 | 9  | 16 | 47 | 51 | –4  | 48     |
| 11 | Everton              | 38 | 12 | 11 | 15 | 48 | 50 | –2  | 47     |
| 12 | West Ham United      | 38 | 12 | 11 | 15 | 44 | 47 | –3  | 47     |
| 13 | West Bromwich Albion | 38 | 11 | 11 | 16 | 38 | 51 | –13 | 44     |
| 14 | Leicester City       | 38 | 11 | 8  | 19 | 46 | 55 | –9  | 41     |
| 15 | Newcastle United     | 38 | 10 | 9  | 19 | 40 | 63 | –23 | 39     |
| 16 | Sunderland           | 38 | 7  | 17 | 14 | 31 | 53 | –22 | 38     |
| 17 | Aston Villa          | 38 | 10 | 8  | 20 | 31 | 57 | –26 | 38     |
| 18 | Hull City            | 38 | 8  | 11 | 19 | 33 | 51 | –18 | 35     |
| 19 | Burnley              | 38 | 7  | 12 | 19 | 28 | 53 | –25 | 33     |
| 20 | Queens Park Rangers  | 38 | 8  | 6  | 24 | 42 | 73 | –31 | 30     |

### Toeschouwers
| №      | Club                 | Totaal     | Gem    | Duels | +/–    | Record |
| ------ | -------------------- | ---------- | ------ | ----- | ------ | ------ |
| 1      | Manchester United    | 1.431.362  | 75.335 | 19    | +0,2%  | 75.454 |
| 2      | Arsenal              | 1.139.843  | 59.992 | 19    | 0,0%   | 60.081 |
| 3      | Newcastle United     | 956.823    | 50.359 | 19    | −0,1%  | 52.315 |
| 4      | Manchester City      | 861.939    | 45.365 | 19    | −3,6%  | 45.919 |
| 5      | Liverpool            | 848.519    | 44.659 | 19    | 0,0%   | 44.736 |
| 6      | Sunderland           | 819.985    | 43.157 | 19    | +5,0%  | 47.563 |
| 7      | Chelsea              | 789.376    | 41.546 | 19    | +0,2%  | 41.629 |
| 8      | Everton              | 729.711    | 38.406 | 19    | +1,8%  | 39.621 |
| 9      | Tottenham Hotspur    | 678.824    | 35.728 | 19    | −0,2%  | 36.130 |
| 10     | West Ham United      | 662.552    | 34.846 | 19    | +1,9%  | 34.977 |
| 11     | Aston Villa          | 648.518    | 34.133 | 19    | −5,4%  | 41.273 |
| 12     | Leicester City       | 602.165    | 31.693 | 19    | +26,8% | 32.021 |
| 13     | Southampton          | 582.395    | 30.741 | 19    | +1,8%  | 31.723 |
| 14     | Stoke City           | 514.547    | 27.081 | 19    | +3,6%  | 27.602 |
| 15     | West Bromwich Albion | 476.211    | 25.064 | 19    | −0,5%  | 26.768 |
| 16     | Crystal Palace       | 464.004    | 24.421 | 19    | +0,2%  | 25.197 |
| 17     | Hull City            | 447.584    | 23.557 | 19    | −2,3%  | 24.877 |
| 18     | Swansea City         | 390.543    | 20.555 | 19    | +0,7%  | 20.828 |
| 19     | Burnley              | 363.483    | 19.131 | 19    | +39,4% | 21.335 |
| 20     | Queens Park Rangers  | 338.369    | 17.809 | 19    | +6,9%  | 18.098 |
| Totaal | Totaal               | 13.746.753 | 36.179 | 380   | −1,3%  | 75.454 |

## Football League Cup

### Wedstrijden
| Wedstrijddetails                                  | Thuisploeg                 | Uitslag         | Uitploeg                         | Opstelling | Kaarten                                      |
| ------------------------------------------------- | -------------------------- | --------------- | -------------------------------- | --- | -------------------------------------------- |
| Derde ronde                                       |                            |                 |                                  | |                                              |
| 24 september 2014 20:45 Stamford Bridge Londen    | Chelsea FC                 | 2-1             | Bolton Wanderers (II)            | Čech Azpilicueta, Zouma, Cahill, Luis Aké (90+1' Matić), Mikel, Oscar Schürrle, Rémy (72' Drogba), Salah (80' Hazard)               |                                              |
| 24 september 2014 20:45 Stamford Bridge Londen    | 25' Zouma 55' Oscar        | 1-0 1-1 2-1     | 31' Mills                        | Čech Azpilicueta, Zouma, Cahill, Luis Aké (90+1' Matić), Mikel, Oscar Schürrle, Rémy (72' Drogba), Salah (80' Hazard)               |                                              |
| 1/8 finale                                        |                            |                 |                                  | |                                              |
| 28 oktober 2014 20:45 Greenhous Meadow Shrewsbury | Shrewsbury Town (III)      | 1-2             | Chelsea FC                       | Čech Christensen, Zouma, Cahill, Luis Aké, Mikel (80' Matić), Oscar (90+3' Hazard) Schürrle, Drogba, Salah (80' Willian)            | 21' Aké                                      |
| 28 oktober 2014 20:45 Greenhous Meadow Shrewsbury | 77' Mangan                 | 0-1 1-1 1-2     | 48' Drogba 81' Grandison (own)   | Čech Christensen, Zouma, Cahill, Luis Aké, Mikel (80' Matić), Oscar (90+3' Hazard) Schürrle, Drogba, Salah (80' Willian)            | 21' Aké                                      |
| Kwartfinale                                       |                            |                 |                                  | |                                              |
| 16 december 2014 20:45 Pride Park Stadium Derby   | Derby County (II)          | 1-3             | Chelsea FC                       | Čech Azpilicueta, Zouma (45+4' Ivanović), Terry, Luis Matić, Mikel, Fàbregas Schürrle, Drogba (63' Rémy), Hazard (84' Ramires)      | 3' Schürrle                                  |
| 16 december 2014 20:45 Pride Park Stadium Derby   | 71' Bryson                 | 0-1 0-2 1-2 1-3 | 23' Hazard 56' Luis 82' Schürrle | Čech Azpilicueta, Zouma (45+4' Ivanović), Terry, Luis Matić, Mikel, Fàbregas Schürrle, Drogba (63' Rémy), Hazard (84' Ramires)      | 3' Schürrle                                  |
| Halve finale                                      |                            |                 |                                  | |                                              |
| 20 januari 2015 20:45 Anfield Liverpool           | Liverpool FC               | 1-1             | Chelsea FC                       | Courtois Ivanović, Cahill, Terry, Luis Matić, Mikel, Fàbregas Willian (89' Azpilicueta), Costa, Hazard                              | 45' Luis 74' Mikel                           |
| 20 januari 2015 20:45 Anfield Liverpool           | 59' Sterling               | 0-1 1-1         | 18' Hazard                       | Courtois Ivanović, Cahill, Terry, Luis Matić, Mikel, Fàbregas Willian (89' Azpilicueta), Costa, Hazard                              | 45' Luis 74' Mikel                           |
| 27 januari 2015 20:45 Stamford Bridge Londen      | Chelsea FC                 | 1-0             | Liverpool FC                     | Courtois Ivanović, Zouma, Terry, Luis (78' Azpilicueta) Matić, Fàbregas (50' Ramires), Oscar Willian (119' Drogba), Costa, Hazard   | 74' Terry 89' Ivanović 102' Costa 108' Oscar |
| 27 januari 2015 20:45 Stamford Bridge Londen      | 94' Ivanović               | 1-0             |                                  | Courtois Ivanović, Zouma, Terry, Luis (78' Azpilicueta) Matić, Fàbregas (50' Ramires), Oscar Willian (119' Drogba), Costa, Hazard   | 74' Terry 89' Ivanović 102' Costa 108' Oscar |
| Finale                                            |                            |                 |                                  | |                                              |
| 1 maart 2015 17:00 Wembley Stadium Londen         | Chelsea FC                 | 2-0             | Tottenham Hotspur                | Čech Ivanović, Cahill, Terry, Azpilicueta Ramires, Zouma, Fàbregas (88' Oscar) Willian (76' Cuadrado), Costa (90+3' Drogba), Hazard | 70' Willian 72' Cahill 85' Cuadrado          |
| 1 maart 2015 17:00 Wembley Stadium Londen         | 45' Terry 56' Walker (own) | 1-0 2-0         |                                  | Čech Ivanović, Cahill, Terry, Azpilicueta Ramires, Zouma, Fàbregas (88' Oscar) Willian (76' Cuadrado), Costa (90+3' Drogba), Hazard | 70' Willian 72' Cahill 85' Cuadrado          |

## FA Cup

### Wedstrijden
| Wedstrijddetails                             | Thuisploeg                     | Uitslag                 | Uitploeg                                       | Opstelling | Kaarten |
| -------------------------------------------- | ------------------------------ | ----------------------- | ---------------------------------------------- | --- | ------- |
| 1/32 finale                                  |                                |                         |                                                | |         |
| 14 januari 2015 17:00 Stamford Bridge Londen | Chelsea FC                     | 3-0                     | Watford FC (II)                                | Čech Azpilicueta, Zouma, Cahill, Luis Ramires, Mikel, Oscar (46' Costa), Schürrle (46' Willian) Drogba (80' Aké), Rémy           |         |
| 14 januari 2015 17:00 Stamford Bridge Londen | 58' Willian 70' Rémy 72' Zouma | 1-0 2-0 3-0             |                                                | Čech Azpilicueta, Zouma, Cahill, Luis Ramires, Mikel, Oscar (46' Costa), Schürrle (46' Willian) Drogba (80' Aké), Rémy           |         |
| 1/16 finale                                  |                                |                         |                                                | |         |
| 24 januari 2015 16:00 Stamford Bridge Londen | Chelsea FC                     | 2-4                     | Bradford City (III)                            | Čech Christensen, Zouma, Cahill, Azpilicueta Ramires, Oscar, Mikel (70' Fàbregas), Salah (70' Willian) Drogba, Rémy (76' Hazard) |         |
| 24 januari 2015 16:00 Stamford Bridge Londen | 21' Cahill 38' Ramires         | 1-0 2-0 2-1 2-2 2-3 2-4 | 41' Stead 75' Morais 82' Halliday 90+4' Yeates | Čech Christensen, Zouma, Cahill, Azpilicueta Ramires, Oscar, Mikel (70' Fàbregas), Salah (70' Willian) Drogba, Rémy (76' Hazard) |         |

## UEFA Champions League

### Wedstrijden
| UEFA Champions League                                  |                                                                     |                         |                                                                 | |                                                 |
| Wedstrijddetails                                       | Thuisploeg                                                          | Uitslag                 | Uitploeg                                                        | Opstelling | Kaarten                                         |
| Groepsfase                                             |                                                                     |                         |                                                                 | |                                                 |
| 17 september 2014 20:45 Stamford Bridge Londen         | Chelsea FC                                                          | 1-1                     | FC Schalke 04                                                   | Courtois Ivanović, Cahill, Terry, Luís Fàbregas, Matić, Willian (74' Rémy) Ramires (67' Oscar), Drogba (74' Costa), Hazard            | 59' Terry 71' Willian                           |
| 17 september 2014 20:45 Stamford Bridge Londen         | 11' Fàbregas                                                        | 1-0 1-1                 | 62' Huntelaar                                                   | Courtois Ivanović, Cahill, Terry, Luís Fàbregas, Matić, Willian (74' Rémy) Ramires (67' Oscar), Drogba (74' Costa), Hazard            | 59' Terry 71' Willian                           |
| 30 september 2014 20:45 Estádio José Alvalade Lissabon | Sporting Lissabon                                                   | 0-1                     | Chelsea FC                                                      | Courtois Ivanović, Cahill, Terry, Luís Fàbregas, Matić, Oscar (71' Mikel) Schürrle (58' Willian), Costa, Hazard (84 Salah)            | 58' Ivanović 72' Hazard 75' Luís 90+3' Fàbregas |
| 30 september 2014 20:45 Estádio José Alvalade Lissabon |                                                                     | 0-1                     | 34' Matić                                                       | Courtois Ivanović, Cahill, Terry, Luís Fàbregas, Matić, Oscar (71' Mikel) Schürrle (58' Willian), Costa, Hazard (84 Salah)            | 58' Ivanović 72' Hazard 75' Luís 90+3' Fàbregas |
| 21 oktober 2014 20:45 Stamford Bridge Londen           | Chelsea FC                                                          | 6-0                     | NK Maribor                                                      | Čech Ivanović, Zouma, Terry, Luis Matić, Fàbregas (60' Aké), Oscar (73' Solanke) Willian, Rémy (16' Drogba), Hazard                   |                                                 |
| 21 oktober 2014 20:45 Stamford Bridge Londen           | 13' Rémy 23' Drogba 31' Terry 54' Viler (own) 77' Hazard 90' Hazard | 1-0 2-0 3-0 4-0 5-0 6-0 |                                                                 | Čech Ivanović, Zouma, Terry, Luis Matić, Fàbregas (60' Aké), Oscar (73' Solanke) Willian, Rémy (16' Drogba), Hazard                   |                                                 |
| 5 november 2014 20:45 Ljudski vrt-stadion Maribor      | NK Maribor                                                          | 1-1                     | Chelsea FC                                                      | Čech Ivanović, Zouma, Terry, Luis (56' Ramires) Matić, Fàbregas, Willian (46' Oscar) Schürrle (46' Costa), Drogba, Hazard             | 24' Luis                                        |
| 5 november 2014 20:45 Ljudski vrt-stadion Maribor      | 50' Ibraimi                                                         | 1-0 1-1                 | 73' Matić                                                       | Čech Ivanović, Zouma, Terry, Luis (56' Ramires) Matić, Fàbregas, Willian (46' Oscar) Schürrle (46' Costa), Drogba, Hazard             | 24' Luis                                        |
| 25 november 2014 20:45 Veltins-Arena Gelsenkirchen     | FC Schalke 04                                                       | 0-5                     | Chelsea FC                                                      | Courtois Ivanović, Cahill, Terry, Azpilicueta Matić, Fàbregas (78' Schürrle), Oscar (75' Ramires) Willian, Costa (66' Drogba), Hazard |                                                 |
| 25 november 2014 20:45 Veltins-Arena Gelsenkirchen     |                                                                     | 0-1 0-2 0-3 0-4 0-5     | 2' Terry 29' Willian 44' Kirchhoff (own) 76' Drogba 78' Ramires | Courtois Ivanović, Cahill, Terry, Azpilicueta Matić, Fàbregas (78' Schürrle), Oscar (75' Ramires) Willian, Costa (66' Drogba), Hazard |                                                 |
| 10 december 2014 20:45 Stamford Bridge Londen          | Chelsea FC                                                          | 3-1                     | Sporting Lissabon                                               | Čech Azpilicueta, Zouma, Cahill, Luis Mikel, Matić, Fàbregas (83' Loftus-Cheek) Schürrle (74' Ramires), Costa, Salah (71' Rémy)       | 87' Azpilicueta                                 |
| 10 december 2014 20:45 Stamford Bridge Londen          | 8' Fàbregas 16' Schürrle 56' Mikel                                  | 1-0 2-0 2-1 3-1         | 50' Silva                                                       | Čech Azpilicueta, Zouma, Cahill, Luis Mikel, Matić, Fàbregas (83' Loftus-Cheek) Schürrle (74' Ramires), Costa, Salah (71' Rémy)       | 87' Azpilicueta                                 |
| 1/8 finale                                             |                                                                     |                         |                                                                 | |                                                 |
| 17 februari 2015 20:45 Parc des Princes Parijs         | Paris Saint-Germain                                                 | 1-1                     | Chelsea FC                                                      | Courtois Ivanović, Cahill, Terry, Azpilicueta Matić, Ramires, Fàbregas (83' Oscar) Willian (79' Cuadrado), Costa (81' Rémy), Hazard   | 65' Ivanović 73' Fàbregas                       |
| 17 februari 2015 20:45 Parc des Princes Parijs         | 54' Cavani                                                          | 0-1 1-0                 | 36' Ivanović                                                    | Courtois Ivanović, Cahill, Terry, Azpilicueta Matić, Ramires, Fàbregas (83' Oscar) Willian (79' Cuadrado), Costa (81' Rémy), Hazard   | 65' Ivanović 73' Fàbregas                       |
| 11 maart 2015 20:45 Stamford Bridge Londen             | Chelsea FC                                                          | 2-2                     | Paris Saint-Germain                                             | Courtois Ivanović, Cahill, Terry, Azpilicueta Matić (84' Zouma), Ramires (90' Drogba), Fàbregas Oscar (46' Willian), Costa, Hazard    | 37' Oscar 52' Ramires 73' Costa                 |
| 11 maart 2015 20:45 Stamford Bridge Londen             | 81' Cahill 96' Hazard                                               | 1-0 1-1 2-1 2-2         | 86' Luiz 114' Silva                                             | Courtois Ivanović, Cahill, Terry, Azpilicueta Matić (84' Zouma), Ramires (90' Drogba), Fàbregas Oscar (46' Willian), Costa, Hazard    | 37' Oscar 52' Ramires 73' Costa                 |

### Groepsfase Champions League
| Groep G | Groep G           | Groep G | Groep G | Groep G | Groep G | Groep G | Groep G | Groep G | Groep G |
|         |                   | P       | W       | G       | V       | +       | -       | DS      | Ptn     |
| ------- | ----------------- | ------- | ------- | ------- | ------- | ------- | ------- | ------- | ------- |
| 1.      | Chelsea FC        | 6       | 4       | 2       | 0       | 17      | 3       | +14     | 14      |
| 2.      | FC Schalke 04     | 6       | 2       | 2       | 2       | 9       | 14      | −5      | 8       |
| 3.      | Sporting Lissabon | 6       | 2       | 1       | 3       | 12      | 12      | −1      | 7       |
| 4.      | NK Maribor        | 6       | 0       | 3       | 3       | 4       | 13      | −9      | 3       |

## Statistieken
| Nr. | Naam                | Premier League | Premier League | FA Cup | FA Cup | League Cup | League Cup | Champions League | Champions League | Totaal | Totaal |
| Nr. | Naam                | Wed            | Goals          | Wed    | Goals  | Wed        | Goals      | Wed              | Goals            | Wed    | Goals  |
| --- | ------------------- | -------------- | -------------- | ------ | ------ | ---------- | ---------- | ---------------- | ---------------- | ------ | ------ |
| 1.  | Petr Čech           | 6              | 0              | 2      | 0      | 4          | 0          | 3                | 0                | 15     | 0      |
| 2.  | Branislav Ivanović  | 37             | 4              | 0      | 0      | 4          | 1          | 7                | 1                | 47     | 6      |
| 3.  | Filipe Luís         | 15             | 0              | 1      | 0      | 5          | 1          | 5                | 0                | 26     | 1      |
| 4.  | Cesc Fàbregas       | 34             | 3              | 1      | 0      | 4          | 0          | 8                | 1                | 47     | 5      |
| 5.  | Kurt Zouma          | 15             | 0              | 2      | 1      | 5          | 1          | 4                | 0                | 26     | 2      |
| 6.  | Nathan Aké          | 1              | 0              | 1      | 0      | 2          | 0          | 1                | 0                | 5      | 0      |
| 7.  | Ramires             | 23             | 2              | 2      | 1      | 3          | 0          | 6                | 1                | 34     | 4      |
| 8.  | Oscar               | 28             | 6              | 2      | 0      | 4          | 1          | 7                | 0                | 41     | 7      |
| 10. | Eden Hazard         | 37             | 14             | 1      | 0      | 6          | 2          | 7                | 3                | 51     | 19     |
| 11. | Didier Drogba       | 27             | 4              | 2      | 0      | 5          | 1          | 5                | 2                | 39     | 7      |
| 12. | John Obi Mikel      | 17             | 0              | 2      | 0      | 4          | 0          | 2                | 1                | 25     | 1      |
| 13. | Thibaut Courtois    | 32             | 0              | 0      | 0      | 2          | 0          | 5                | 0                | 39     | 0      |
| 14. | André Schürrle      | 14             | 3              | 1      | 0      | 3          | 1          | 4                | 1                | 22     | 5      |
| 17. | Mohamed Salah       | 3              | 0              | 1      | 0      | 2          | 0          | 2                | 0                | 8      | 0      |
| 18. | Loïc Rémy           | 18             | 5              | 2      | 1      | 2          | 0          | 4                | 1                | 26     | 7      |
| 19. | Diego Costa         | 25             | 19             | 1      | 0      | 3          | 0          | 7                | 0                | 36     | 19     |
| 21. | Nemanja Matić       | 35             | 1              | 0      | 0      | 5          | 0          | 8                | 2                | 48     | 3      |
| 22. | Willian             | 35             | 2              | 2      | 1      | 4          | 0          | 7                | 1                | 48     | 4      |
| 23. | Juan Cuadrado       | 11             | 0              | 0      | 0      | 1          | 0          | 1                | 0                | 13     | 0      |
| 24. | Gary Cahill         | 35             | 1              | 2      | 1      | 4          | 0          | 6                | 1                | 47     | 3      |
| 26. | John Terry          | 37             | 5              | 0      | 0      | 4          | 1          | 7                | 2                | 48     | 8      |
| 28. | César Azpilicueta   | 28             | 0              | 2      | 0      | 5          | 0          | 4                | 0                | 39     | 0      |
| 31. | Andreas Christensen | 0              | 0              | 1      | 0      | 1          | 0          | 0                | 0                | 2      | 0      |
| 35. | Dominic Solanke     | 0              | 0              | 0      | 0      | 0          | 0          | 1                | 0                | 1      | 0      |
| 37. | Isaiah Brown        | 1              | 0              | 0      | 0      | 0          | 0          | 0                | 0                | 1      | 0      |
| 39. | Ruben Loftus-Cheek  | 3              | 0              | 0      | 0      | 0          | 0          | 1                | 0                | 4      | 0      |

## Individuele prijzen
| Prijs                               | Winnaar            |
| ----------------------------------- | ------------------ |
| PFA Players' Player of the Year     | Eden Hazard        |
| FWA Footballer of the Year          | Eden Hazard        |
| Premier League Player of the Season | Eden Hazard        |
| PFA Team of the Year                | Diego Costa        |
| PFA Team of the Year                | Gary Cahill        |
| PFA Team of the Year                | Eden Hazard        |
| PFA Team of the Year                | Branislav Ivanović |
| PFA Team of the Year                | Nemanja Matić      |
| PFA Team of the Year                | John Terry         |

## Afbeeldingen

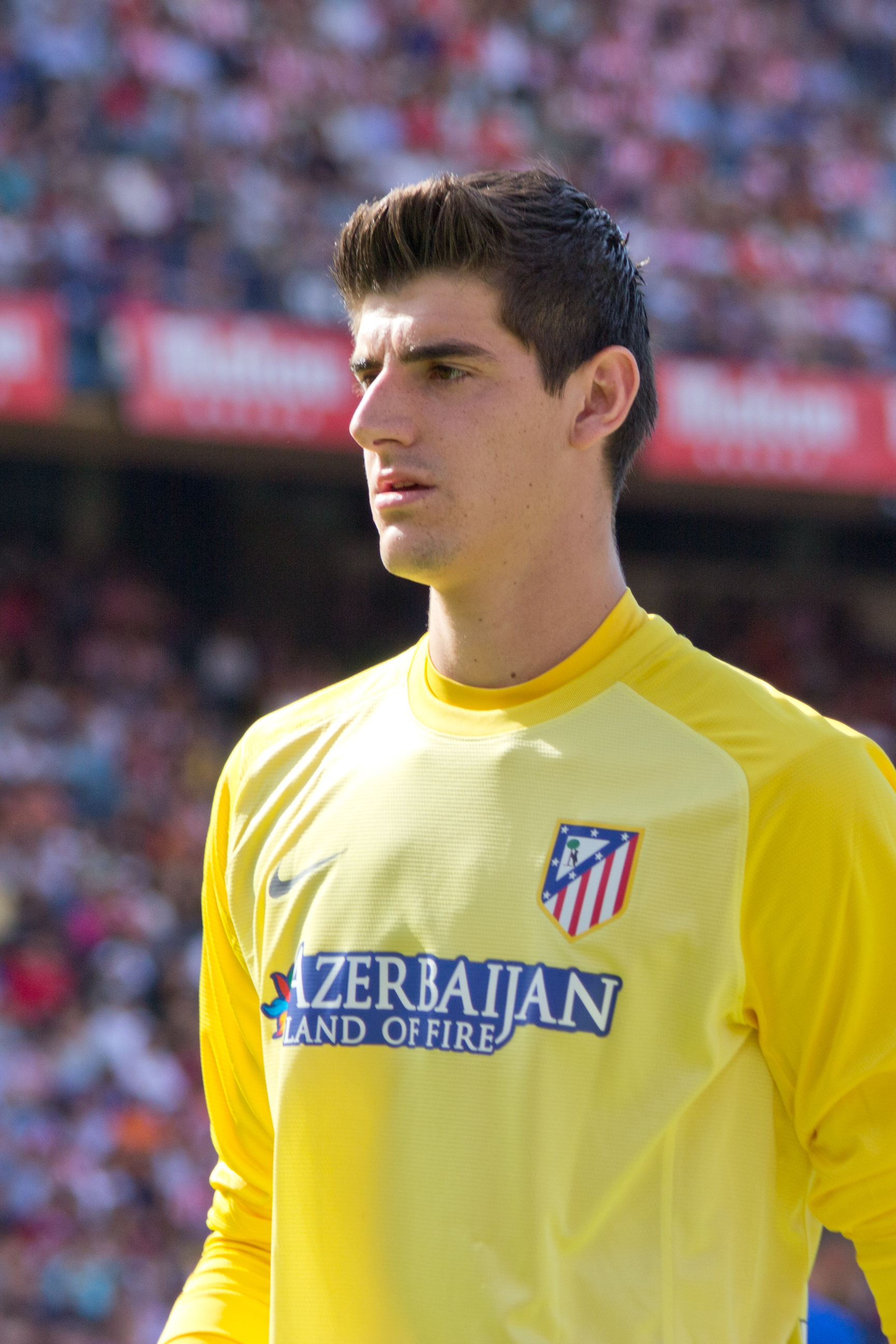
Thibaut Courtois (doelman)
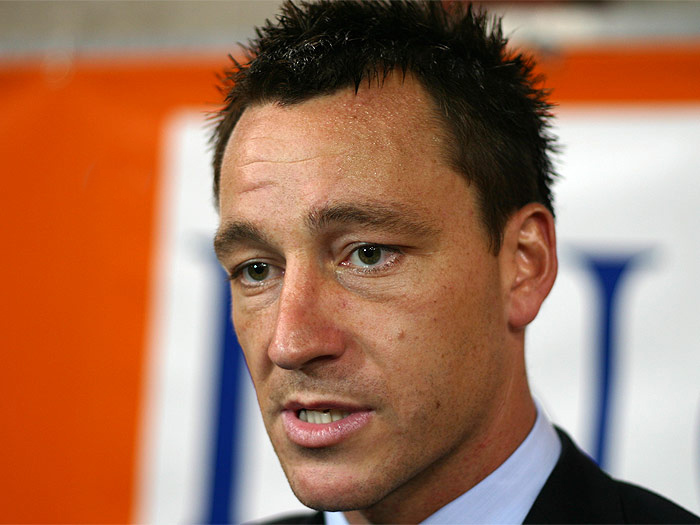
John Terry (verdediger)
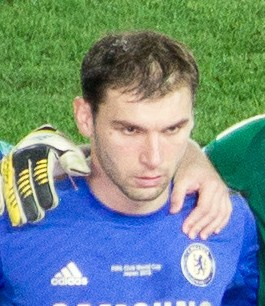
Branislav Ivanović (verdediger)
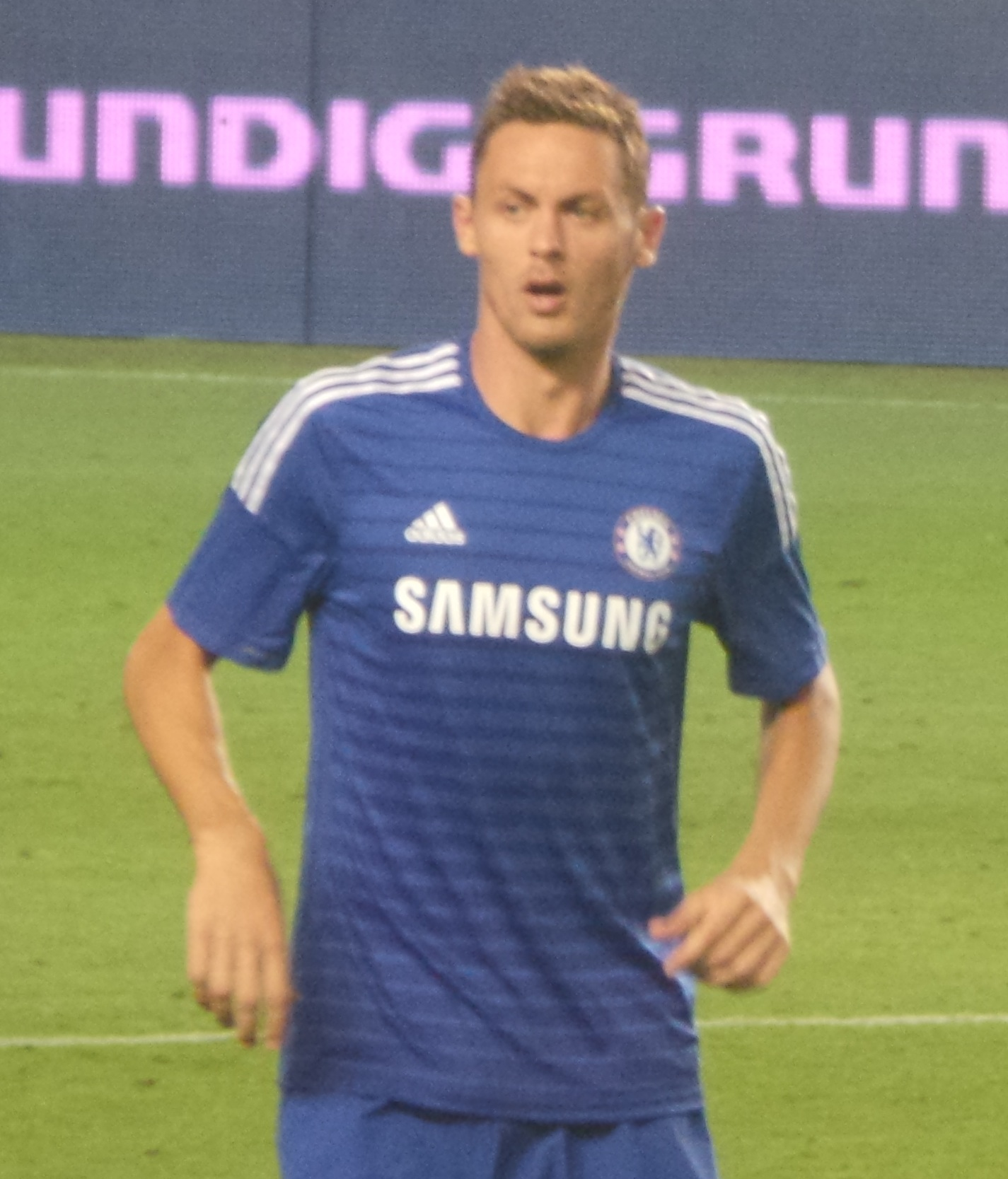
Nemanja Matić (middenvelder)
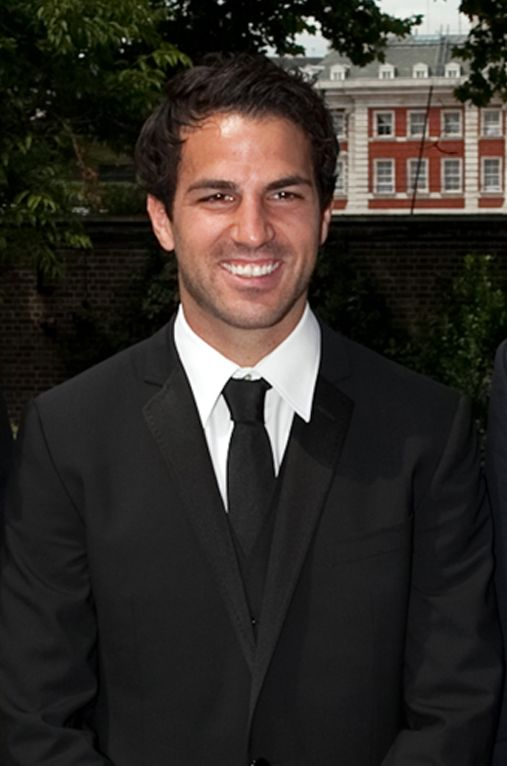
Cesc Fàbregas (middenvelder)
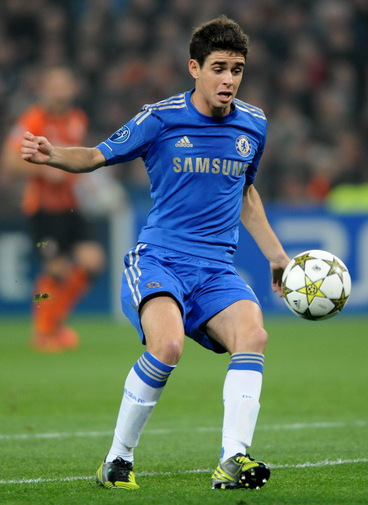
Oscar (middenvelder)
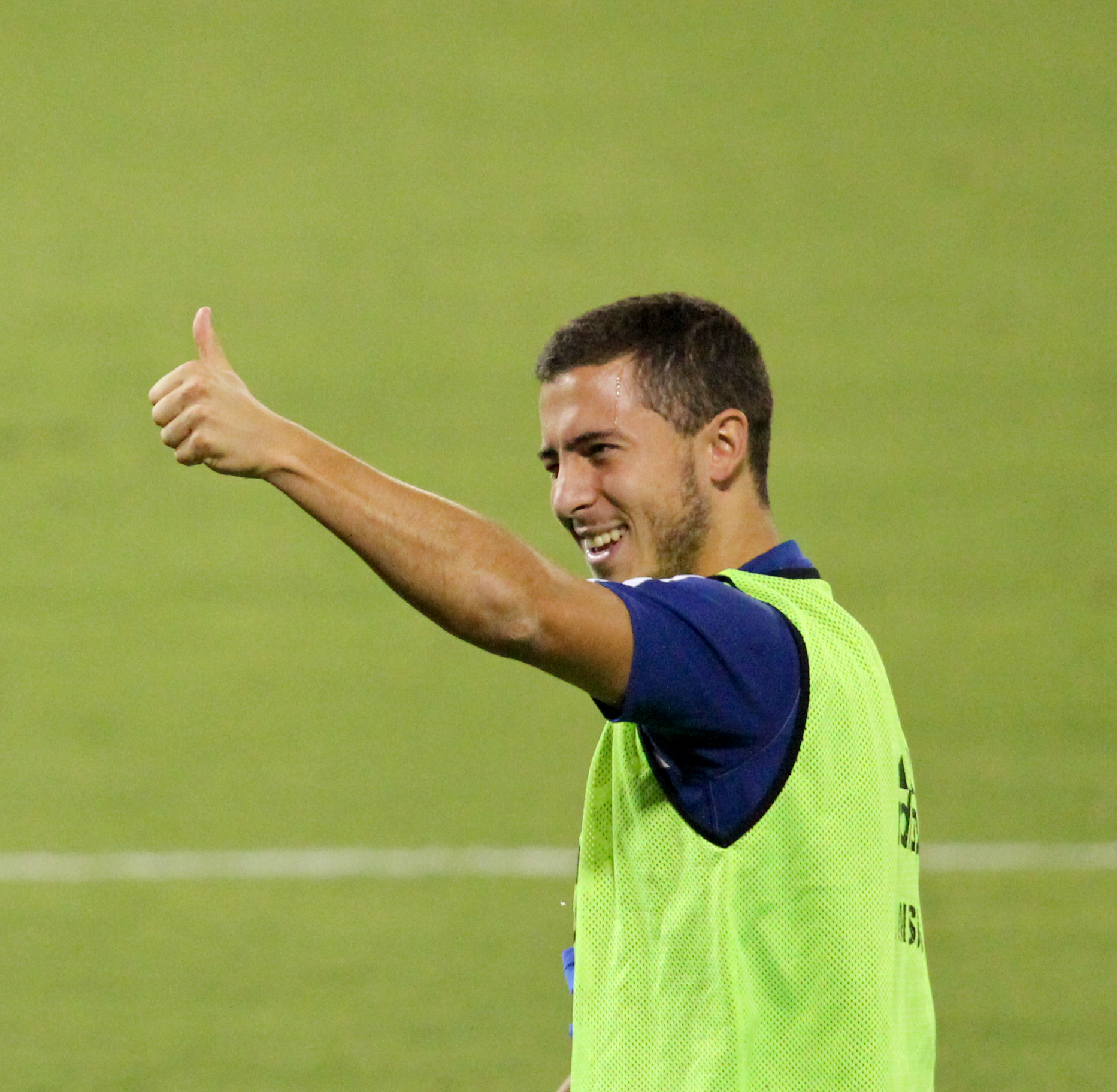
Eden Hazard (middenvelder)
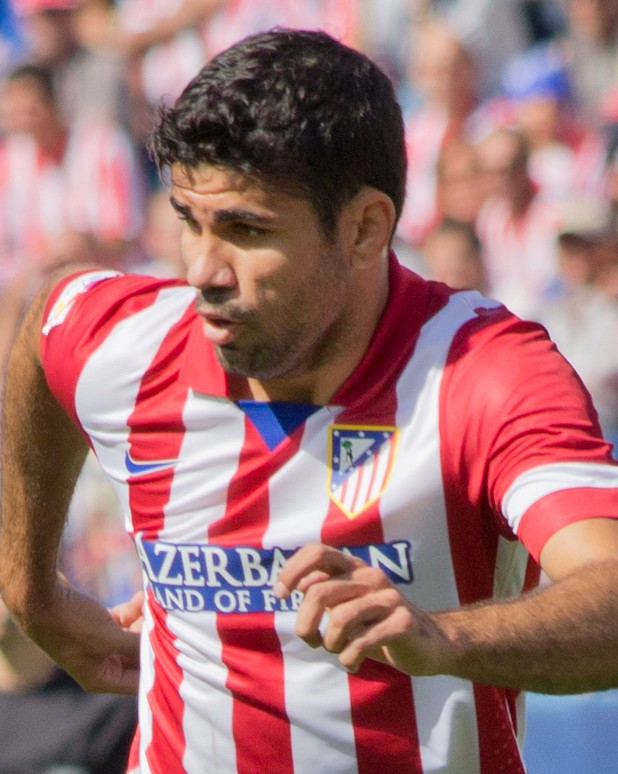
Diego Costa (aanvaller)